# Big Bang Observer
Big Bang Observer (BBO) je navrhovaný nástupce observatoře Laser Interferometer Space Antenna (LISA). Hlavním vědeckým cílem bude pozorování gravitačních vln z doby krátce po Velkém třesku, ale detektor by také měl být schopen zachytit mladší zdroje gravitačního záření, jako binární systémy. Je pravděpodobné, že BBO bude citlivý na všechny zdroje, které mohou zachytit detektory LIGO a LISA, ale i další. Jeho extrémní citlivost vychází z vyššího výkonu laserů, a korelace signálů z několika různých interferometrů nacházejících se kolem Slunce.
První fáze se podobá projektu LISA a skládá se ze tří kosmických lodí letících v trojúhelníkovém vzoru. Druhá fáze přidává další tři trojúhelníky (dvanáct kosmických lodí celkem), které jsou umístěny 120° od sebe na heliocentrické oběžné dráze, s jednou pozicí na níž se nachází dva překrývající se trojúhelníky ve formaci hexagramu.
Jednotlivé satelity se budou lišit od satelitů projektu LISA tím, že budou mít silnější lasery. Kromě toho každý trojúhelník bude mnohem menší, než trojúhelníky u projektu LISA, asi 50 000 km místo 1 až 5 milionů km. Kvůli této menší velikosti, bude docházet k menším odchylkám testovacích těles, které tak mohou být uzamčeny na konkrétním okraji interferometru, stejně jako v případě LIGO. Naopak testovací objekty u projektu LISA budou létat v podstatě na volné oběžné dráze, s kosmickými loděmi letícími kolem nich.
BBO přístroje reprezentují současné masivní technologické výzvy. Finanční prostředky na vývoj nebyly vyčleněny a dokonce i optimistické odhady hovoří o datu zahájení projektu za mnoho desítek let.